# 2022 en Égypte
Chronologie de l'Égypte
- 2018
- 2019
- 2020
- 2021
- 2022
- 2023
- 2024
- 2025
- 2026

 2020 par pays en Afrique — 2021 par pays en Afrique — 2022 par pays en Afrique — 2023 par pays en Afrique — 2024 par pays en Afrique
Cet article traite des événements qui se sont produits durant l'année 2022 en Égypte.

## Événements

### Janvier
- 30 janvier : Dix membres de l'organisation islamiste sunnite des Frères musulmans sont condamnés à la peine capitale par un tribunal pour leur implication dans une attaque meurtrière contre des agents de sécurité en 2015[1].

### Février
- x

### Mars
- 22 mars : cinq tombes antiques sont découvertes[2]

### Avril
- 13 avril : un accident de bus à Assouan fait 10 morts.

### Mai
- 7 mai : Attentat d'El Qantara, non revendiqué.

### Juin
- x

### Juillet
- 15 au 23 juillet : les championnats du monde d'escrime 2022 se déroulent au Caire.

### Août
- 14 août : un incendie durant une messe dans une église d'un quartier du Caire fait 41 morts dont au moins 18 enfants[3].

### Septembre
- x

### Octobre
- x

### Novembre
- 12 novembre : un bus tombe dans un canal du delta du Nil dans le gouvernorat de Dakhleya, tuant 21 personnes[4].
- 6 au 19 novembre : Conférence de Charm el-Cheikh sur les changements climatiques (COP27). Cette conférence internationale pour le climat est présidée par le chef de la diplomatie égyptienne, Sameh Choukri[5].

### Décembre
- 16 au 18 décembre : les championnats d'Afrique d'aviron 2022 se déroulent à El-Alamein.

## Décès
- 9 janvier : Tahani al-Gebali, avocate et magistrate
- 6 février : Sayyed Al-Qimni, intellectuel
- 28 mars : Antonios Naguib, patriarche de l'Église catholique copte
- 30 septembre : Franco Dragone, metteur en scène et entrepreneur italien mort en Égypte
- 3 novembre : Fatima Bernawi, militante de la cause palestinienne

#### L'année 2022 dans le reste du monde
- L'année 2022 dans le monde
- 2022 en Afrique
- 2022 en Europe, 2022 dans l'Union européenne, 2022 en Belgique, 2022 en France, 2022 en Italie, 2022 en Suisse
- 2022 par pays en Amérique • 2022 par pays en Asie • 2022 en Océanie
- 2022 aux Nations unies
- Décès en 2022
- Pandémie de Covid-19 en Égypte